# Primeira Liga 2015-16
La temporada 2015-16 de la Primeira Liga es la 82.ª temporada de la Primeira Liga, la liga de fútbol de primer nivel en Portugal. Comenzó en agosto de 2015, y fue programada para concluir en mayo de 2016. Benfica es el defensor del título y además, los clubes Tondela y União da Madeira ascendieron para participar en esta edición. El torneo es organizado por la Liga Portuguesa de Fútbol Profesional (LPFP), una división de la Federación Portuguesa de Fútbol (FPF).

## Equipos participantes
| Pos. | Descendidos de 1.ª División |
| ---- | --------------------------- |
| 17.º | Gil Vicente                 |
| 18.º | Penafiel                    |

| Pos. | Ascendidos de 2.ª División |
| ---- | -------------------------- |
| 1.º  | Tondela                    |
| 2.°  | União da Madeira           |

| Equipo               | Ciudad             | Estadio                                               | Capacidad | Entrenador       |
| -------------------- | ------------------ | ----------------------------------------------------- | --------- | ---------------- |
| Académica            | Coímbra            | Estádio Cidade de Coimbra                             | 30.210    | José Viterbo     |
| Arouca               | Arouca             | Estádio Municipal de Arouca                           | 5.000     | Lito Vidigal     |
| Benfica              | Lisboa             | Estádio da Luz                                        | 65.647    | Rui Vitória      |
| Boavista             | Oporto             | Estádio do Bessa                                      | 30.000    | Petit            |
| Braga                | Braga              | Estádio Municipal de Braga                            | 30.154    | Paulo Fonseca    |
| Estoril              | Estoril            | Estádio António Coimbra da Mota                       | 5.015     | Fabiano          |
| CD Tondela           | Tondela            | Estádio João Cardoso                                  | 7.500     | Vítor Paneira    |
| Marítimo             | Funchal            | Estádio dos Barreiros                                 | 9.177     | Ivo Vieira       |
| Moreirense           | Moreira de Cónegos | Parque de Jogos Comendador Joaquim de Almeida Freitas | 6.100     | Miguel Leal      |
| Nacional             | Funchal            | Estádio da Madeira                                    | 5.142     | Manuel Machado   |
| Porto                | Oporto             | Estádio do Dragão                                     | 52.002    | José Peseiro     |
| Belenenses           | Lisboa             | Estádio do Restelo                                    | 32.500    | Julio Velázquez  |
| Paços de Ferreira    | Paços de Ferreira  | Estádio Capital do Móvel                              | 5.255     | Jorge Simão      |
| União da Madeira     | Madeira            | Campo do Adelino Rodrigues                            | 3.300     | José Barros      |
| Rio Ave              | Vila do Conde      | Estádio do Rio Ave                                    | 12.820    | Pedro Martins    |
| Sporting de Portugal | Lisboa             | Estádio José Alvalade                                 | 52.466    | Jorge Jesús      |
| Vitória de Guimarães | Guimarães          | Estádio D. Afonso Henriques                           | 30.146    | Sérgio Conceição |
| Vitória de Setúbal   | Setúbal            | Estádio do Bonfim                                     | 18.694    | Quim Machado     |

## Clasificación
Actualizado el 14 de mayo de 2016.
|                        |    | Equipo               | PJ | PG | PE | PP | GF | GC | DG  | PTS |
| ---------------------- | -- | -------------------- | -- | -- | -- | -- | -- | -- | --- | --- |
|                        | 1  | Benfica              | 34 | 29 | 1  | 4  | 88 | 22 | +66 | 88  |
|                        | 2  | Sporting de Portugal | 34 | 27 | 5  | 2  | 79 | 21 | +58 | 86  |
|                        | 3  | Porto                | 34 | 23 | 4  | 7  | 67 | 30 | +37 | 73  |
|                        | 4  | Sporting Braga       | 34 | 16 | 10 | 8  | 54 | 35 | +19 | 58  |
|                        | 5  | Arouca               | 34 | 13 | 15 | 6  | 47 | 38 | +9  | 54  |
|                        | 6  | Río Ave              | 34 | 14 | 8  | 12 | 44 | 44 | 0   | 50  |
|                        | 7  | Paços de Ferreira    | 34 | 13 | 10 | 11 | 43 | 42 | +1  | 49  |
|                        | 8  | Estoril Praia        | 34 | 13 | 8  | 13 | 40 | 41 | -1  | 47  |
|                        | 9  | Belenenses           | 34 | 10 | 11 | 13 | 44 | 66 | -22 | 41  |
|                        | 10 | Vitória Guimarães    | 34 | 9  | 13 | 12 | 45 | 53 | -8  | 40  |
|                        | 11 | Nacional             | 34 | 10 | 8  | 16 | 40 | 56 | -16 | 38  |
|                        | 12 | Moreirense           | 34 | 9  | 9  | 16 | 38 | 54 | -16 | 36  |
|                        | 13 | Marítimo             | 34 | 10 | 5  | 19 | 45 | 63 | -18 | 35  |
|                        | 14 | Boavista             | 34 | 8  | 9  | 17 | 24 | 41 | -17 | 33  |
|                        | 15 | Tondela              | 34 | 8  | 6  | 20 | 34 | 54 | -20 | 30  |
|                        | 16 | Vitória Setúbal      | 34 | 6  | 12 | 16 | 40 | 61 | -21 | 30  |
| En puestos de descenso | 17 | União da Madeira (D) | 34 | 7  | 8  | 19 | 27 | 50 | -23 | 29  |
| En puestos de descenso | 18 | Académica (D)        | 34 | 5  | 10 | 19 | 32 | 60 | -28 | 25  |

|  | Clasificado para la Fase de grupos de la UEFA Champions League 2016-17.                                         |
|  | Clasificado para la Cuarta ronda previa (play-off) de la UEFA Champions League 2016-17.                         |
|  | Clasificado para la Fase de grupos de la UEFA Europa League 2016-17.                                            |
|  | Clasificado para la Cuarta ronda previa (play-off) de la UEFA Europa League 2016-17.                            |
|  | Clasificado para la Tercera ronda previa de la UEFA Europa League 2016-17 por haber ganado la Copa de Portugal. |
|  | Descenso a la Segunda Liga.                                                                                     |

## Evolución de la clasificación

### Primera vuelta
| Equipo / Fecha    | 1  | 2  | 3  | 4  | 5  | 6  | 7  | 8  | 9  | 10 | 11 | 12 | 13 | 14 | 15 | 16 | 17 |
| ----------------- | -- | -- | -- | -- | -- | -- | -- | -- | -- | -- | -- | -- | -- | -- | -- | -- | -- |
| Sporting Portugal | 05 | 06 | 02 | 02 | 02 | 02 | 02 | 01 | 01 | 01 | 01 | 01 | 01 | 02 | 01 | 01 | 01 |
| Benfica           | 01 | 08 | 04 | 03 | 03 | 03 | 05 | 08 | 05 | 04 | 03 | 03 | 03 | 03 | 03 | 02 | 02 |
| Porto             | 02 | 03 | 01 | 01 | 01 | 01 | 01 | 02 | 02 | 02 | 02 | 02 | 02 | 01 | 02 | 03 | 03 |
| Sporting Braga    | 04 | 10 | 05 | 06 | 04 | 04 | 04 | 04 | 04 | 03 | 04 | 04 | 04 | 04 | 04 | 04 | 04 |
| Paços de Ferreira | 07 | 07 | 08 | 04 | 08 | 10 | 07 | 05 | 07 | 09 | 06 | 07 | 06 | 06 | 06 | 05 | 05 |
| Río Ave           | 09 | 04 | 07 | 11 | 06 | 06 | 03 | 03 | 03 | 05 | 05 | 06 | 05 | 07 | 07 | 07 | 06 |
| Arouca            | 03 | 01 | 03 | 05 | 07 | 07 | 09 | 09 | 09 | 11 | 11 | 08 | 09 | 08 | 08 | 06 | 07 |
| Vitória Guimarães | 17 | 15 | 16 | 13 | 13 | 15 | 15 | 14 | 11 | 13 | 12 | 09 | 10 | 09 | 09 | 09 | 08 |
| Vitória Setúbal   | 11 | 02 | 06 | 10 | 10 | 11 | 08 | 06 | 06 | 06 | 07 | 05 | 07 | 05 | 05 | 08 | 09 |
| Marítimo          | 14 | 14 | 15 | 09 | 15 | 08 | 10 | 13 | 10 | 07 | 09 | 12 | 08 | 10 | 10 | 10 | 10 |
| Estoril           | 18 | 12 | 14 | 08 | 05 | 05 | 06 | 07 | 08 | 08 | 10 | 11 | 11 | 11 | 12 | 14 | 11 |
| Belenenses        | 08 | 13 | 11 | 16 | 14 | 13 | 13 | 10 | 12 | 10 | 13 | 13 | 13 | 12 | 13 | 11 | 12 |
| Moreirense        | 16 | 17 | 17 | 17 | 17 | 17 | 17 | 18 | 18 | 15 | 14 | 15 | 14 | 14 | 11 | 13 | 13 |
| União da Madeira  | 06 | 11 | 09 | 12 | 12 | 14 | 14 | 15 | 15 | 16 | 16 | 14 | 15 | 15 | 15 | 15 | 14 |
| Nacional          | 12 | 09 | 12 | 07 | 11 | 12 | 12 | 12 | 14 | 12 | 08 | 10 | 12 | 13 | 14 | 12 | 15 |
| Académica         | 15 | 18 | 18 | 18 | 18 | 18 | 18 | 17 | 17 | 17 | 17 | 17 | 17 | 17 | 16 | 16 | 16 |
| Boavista          | 10 | 05 | 10 | 14 | 09 | 09 | 11 | 11 | 13 | 14 | 15 | 16 | 16 | 16 | 17 | 17 | 17 |
| Tondela           | 13 | 16 | 13 | 15 | 16 | 16 | 16 | 16 | 16 | 18 | 18 | 18 | 18 | 18 | 18 | 18 | 18 |

### Segunda vuelta
| Equipo / Fecha    | 18 | 19 | 20 | 21 | 22 | 23 | 24 | 25 | 26 | 27 | 28 | 29 | 30 | 31 | 32 | 33 | 34 |
| ----------------- | -- | -- | -- | -- | -- | -- | -- | -- | -- | -- | -- | -- | -- | -- | -- | -- | -- |
| Benfica           | 02 | 02 | 02 | 02 | 02 | 02 | 02 | 01 | 01 | 01 | 01 | 01 | 01 | 01 | 01 | 01 | 01 |
| Sporting Portugal | 01 | 01 | 01 | 01 | 01 | 01 | 01 | 02 | 02 | 02 | 02 | 02 | 02 | 02 | 02 | 02 | 02 |
| Porto             | 03 | 03 | 03 | 03 | 03 | 03 | 03 | 03 | 03 | 03 | 03 | 03 | 03 | 03 | 03 | 03 | 03 |
| Sporting Braga    | 04 | 04 | 04 | 04 | 04 | 04 | 04 | 04 | 04 | 04 | 04 | 04 | 04 | 04 | 04 | 04 | 04 |
| Arouca            | 08 | 09 | 08 | 08 | 07 | 05 | 06 | 05 | 05 | 05 | 05 | 05 | 05 | 05 | 05 | 05 | 05 |
| Río Ave           | 07 | 07 | 07 | 07 | 08 | 06 | 05 | 06 | 06 | 06 | 06 | 06 | 06 | 06 | 07 | 08 | 06 |
| Paços de Ferreira | 05 | 05 | 05 | 06 | 06 | 08 | 08 | 09 | 07 | 08 | 08 | 07 | 07 | 07 | 06 | 06 | 07 |
| Estoril           | 12 | 10 | 11 | 11 | 11 | 10 | 09 | 08 | 09 | 07 | 07 | 08 | 08 | 08 | 08 | 07 | 08 |
| Belenenses        | 11 | 12 | 10 | 10 | 09 | 11 | 10 | 10 | 10 | 11 | 11 | 10 | 10 | 10 | 10 | 11 | 09 |
| Vitória Guimarães | 06 | 06 | 06 | 05 | 05 | 07 | 07 | 07 | 08 | 09 | 09 | 11 | 11 | 11 | 11 | 09 | 10 |
| Nacional          | 15 | 15 | 14 | 15 | 15 | 15 | 13 | 12 | 11 | 10 | 10 | 09 | 09 | 09 | 09 | 10 | 11 |
| Moreirense        | 13 | 14 | 15 | 12 | 12 | 14 | 15 | 14 | 14 | 14 | 14 | 14 | 14 | 13 | 14 | 14 | 12 |
| Marítimo          | 10 | 13 | 13 | 14 | 14 | 12 | 11 | 11 | 12 | 12 | 12 | 12 | 12 | 12 | 12 | 12 | 13 |
| Boavista          | 17 | 17 | 16 | 16 | 16 | 16 | 16 | 17 | 16 | 16 | 16 | 15 | 15 | 14 | 15 | 13 | 14 |
| Vitória Setúbal   | 09 | 08 | 09 | 09 | 10 | 09 | 12 | 13 | 13 | 13 | 13 | 13 | 13 | 15 | 13 | 15 | 15 |
| Tondela           | 18 | 18 | 18 | 18 | 18 | 18 | 18 | 18 | 18 | 18 | 18 | 18 | 18 | 18 | 17 | 17 | 16 |
| União da Madeira  | 14 | 11 | 12 | 13 | 13 | 13 | 14 | 15 | 15 | 15 | 15 | 16 | 16 | 16 | 16 | 16 | 17 |
| Académica         | 16 | 16 | 17 | 17 | 17 | 17 | 17 | 16 | 17 | 17 | 17 | 17 | 17 | 17 | 18 | 18 | 18 |

## Resultados
- Los horarios corresponden al huso horario de Portugal (Hora central europea): UTC0 en horario estándar y UTC+1 en horario de verano

### Primera vuelta
| Tondela           | 1 - 2 | Sporting Portugal | João Cardoso               | 14 de agosto | 20:30 |
| Belenenses        | 3 - 3 | Río Ave           | do Restelo                 | 15 de agosto | 18:30 |
| Porto             | 3 - 0 | Vitória Guimarães | do Dragão                  | 15 de agosto | 20:45 |
| Vitória Setúbal   | 2 - 2 | Boavista          | do Bonfim                  | 16 de agosto | 16:00 |
| União do Madeira  | 2 - 1 | Marítimo          | Campo do Adelino Rodrigues | 16 de agosto | 16:00 |
| Moreirense        | 0 - 2 | Arouca            | Joaquim de Almeida Freitas | 16 de agosto | 17:00 |
| Sporting Braga    | 2 - 1 | Nacional          | Municipal de Braga         | 16 de agosto | 18:15 |
| Benfica           | 4 - 0 | Estoril           | da Luz                     | 16 de agosto | 20:30 |
| Paços de Ferreira | 1 - 0 | Académica         | Capital do Móvel           | 17 de agosto | 20:00 |

| Río Ave           | 1 - 0 | Sporting Braga    | do Río Ave              | 21 de agosto | 20:30 |
| Sporting Portugal | 1 - 1 | Paços de Ferreira | José Alvalade           | 22 de agosto | 18:30 |
| Marítimo          | 1 - 1 | Porto             | dos Barreiros           | 22 de agosto | 20:45 |
| Boavista          | 1 - 0 | Tondela           | do Bessa                | 23 de agosto | 17:00 |
| Estoril           | 2 - 0 | Moreirense        | António Coimbra da Mota | 23 de agosto | 17:00 |
| Nacional          | 1 - 0 | União do Madeira  | da Madeira              | 23 de agosto | 17:00 |
| Vitória Guimarães | 1 - 1 | Belenenses        | D. Afonso Henriques     | 23 de agosto | 17:00 |
| Arouca            | 1 - 0 | Benfica           | Municipal de Arouca     | 23 de agosto | 19:15 |
| Académica         | 0 - 4 | Vitória Setúbal   | Cidade de Coimbra       | 24 de agosto | 20:00 |

| Vitória Setúbal   | 2 - 2 | Río Ave           | do Bonfim                  | 29 de agosto | 16:15 |
| Porto             | 2 - 0 | Estoril           | do Dragão                  | 29 de agosto | 18:30 |
| Benfica           | 3 - 2 | Moreirense        | da Luz                     | 29 de agosto | 20:45 |
| Tondela           | 1 - 0 | Nacional          | João Cardoso               | 30 de agosto | 16:00 |
| Paços de Ferreira | 1 - 1 | Arouca            | Capital do Móvel           | 30 de agosto | 17:00 |
| Sporting Braga    | 4 - 0 | Boavista          | Municipal de Braga         | 30 de agosto | 17:00 |
| Académica         | 1 - 3 | Sporting Portugal | Cidade de Coimbra          | 30 de agosto | 19:15 |
| Belenenses        | 1 - 1 | Marítimo          | do Restelo                 | 31 de agosto | 19:00 |
| União da Madeira  | 0 - 0 | Vitória Guimarães | Campo do Adelino Rodrigues | 31 de agosto | 21:00 |

| Benfica           | 6 - 0 | Belenenses        | da Luz                     | 11 de septiembre | 20:30 |
| Estoril           | 1 - 0 | Sporting Braga    | António Coimbra da Mota    | 12 de septiembre | 18:30 |
| Arouca            | 1 - 3 | Porto             | Municipal de Arouca        | 12 de septiembre | 20:45 |
| Marítimo          | 5 - 2 | Vitória Setúbal   | do Bonfim                  | 13 de septiembre | 16:00 |
| Moreirense        | 0 - 0 | União da Madeira  | Joaquim de Almeida Freitas | 13 de septiembre | 16:00 |
| Nacional          | 2 - 0 | Académica         | da Madeira                 | 13 de septiembre | 16:00 |
| Vitória Guimarães | 1 - 0 | Tondela           | D. Afonso Henriques        | 13 de septiembre | 17:00 |
| Río Ave           | 1 - 2 | Sporting Portugal | do Río Ave                 | 13 de septiembre | 19:15 |
| Boavista          | 0 - 1 | Paços de Ferreira | do Bessa                   | 14 de septiembre | 20:00 |

| Vitória Setúbal   | 2 - 2 | Vitória Guimarães | do Bonfim                  | 18 de septiembre | 20:30 |
| Tondela           | 0 - 1 | Estoril           | João Cardoso               | 19 de septiembre | 16:00 |
| Paços de Ferreira | 0 - 3 | Río Ave           | Capital do Móvel           | 19 de septiembre | 20:45 |
| Académica         | 0 - 2 | Boavista          | Cidade de Coimbra          | 20 de septiembre | 16:00 |
| União do Madeira  | 0 - 0 | Arouca            | Campo do Adelino Rodrigues | 20 de septiembre | 16:00 |
| Porto             | 1 - 0 | Benfica           | do Dragão                  | 20 de septiembre | 19:15 |
| Belenenses        | 2 - 0 | Moreirense        | do Restelo                 | 21 de septiembre | 18:00 |
| Sporting Braga    | 5 - 1 | Marítimo          | Municipal de Braga         | 21 de septiembre | 19:00 |
| Sporting Portugal | 1 - 0 | Nacional          | José Alvalade              | 21 de septiembre | 21:00 |

| Moreirense        | 2 - 2 | Porto             | Joaquim de Almeida Freitas | 25 de septiembre | 20:30 |
| Benfica           | 3 - 0 | Paços de Ferreira | da Luz                     | 26 de septiembre | 18:30 |
| Boavista          | 0 - 0 | Sporting Portugal | do Bessa                   | 26 de septiembre | 20:45 |
| Marítimo          | 1 - 0 | Tondela           | dos Barreiros              | 27 de septiembre | 16:00 |
| Nacional          | 1 - 1 | Vitória Setúbal   | da Madeira                 | 27 de septiembre | 16:00 |
| Arouca            | 2 - 2 | Belenenses        | Municipal de Arouca        | 27 de septiembre | 17:00 |
| Estoril           | 2 - 1 | União da Madeira  | António Coimbra da Mota    | 27 de septiembre | 17:00 |
| Vitória Guimarães | 0 - 1 | Sporting Braga    | D. Afonso Henriques        | 27 de septiembre | 19:15 |
| Río Ave           | 1 - 0 | Académica         | do Río Ave                 | 28 de septiembre | 20:00 |

| Vitória Setúbal   | 1 - 0 | Estoril           | do Bonfim                  | 2 de octubre    | 20:30 |
| Paços de Ferreira | 3 - 1 | Nacional          | Capital do Móvel           | 3 de octubre    | 16:00 |
| Tondela           | 1 - 1 | Moreirense        | João Cardoso               | 3 de octubre    | 16:00 |
| Académica         | 1 - 0 | Marítimo          | Cidade de Coimbra          | 3 de octubre    | 18:30 |
| Río Ave           | 1 - 0 | Boavista          | da Río Ave                 | 3 de octubre    | 20:45 |
| Sporting Braga    | 0 - 0 | Arouca            | Municipal de Braga         | 4 de octubre    | 18:00 |
| Porto             | 4 - 0 | Belenenses        | da Luz                     | 4 de octubre    | 18:15 |
| Sporting Portugal | 5 - 1 | Vitória Guimarães | José Alvalade              | 4 de octubre    | 20:30 |
| União da Madeira  | 0 - 0 | Benfica           | Campo do Adelino Rodrigues | 15 de diciembre | 21:00 |

| Nacional          | 0 - 0 | Boavista          | do Madeira                 | 23 de octubre | 20:30 |
| Marítimo          | 0 - 2 | Paços de Ferreira | dos Barreiros              | 24 de octubre | 16:15 |
| Estoril           | 2 - 2 | Río Ave           | António Coimbra da Mota    | 24 de octubre | 18:30 |
| Vitória Guimarães | 1 - 1 | Académica         | D. Afonso Henriques        | 24 de octubre | 20:45 |
| Arouca            | 1 - 1 | Tondela           | Municipal de Arouca        | 25 de octubre | 16:00 |
| Moreirense        | 0 - 2 | Vitória Setúbal   | Joaquim de Almeida Freitas | 25 de octubre | 16:00 |
| Benfica           | 0 - 3 | Sporting Portugal | da Luz                     | 25 de octubre | 17:00 |
| Porto             | 0 - 0 | Sporting Braga    | do Dragão                  | 25 de octubre | 19:15 |
| Belenenses        | 1 - 0 | União da Madeira  | do Restelo                 | 26 de octubre | 20:00 |

| Tondela           | 0 - 4 | Benfica           | João Cardoso               | 30 de octubre  | 20:30 |
| Sporting Braga    | 4 - 0 | Belenenses        | Municipal de Braga         | 31 de octubre  | 16:15 |
| Sporting Portugal | 1 - 0 | Estoril           | D. Afonso Henriques        | 31 de octubre  | 20:45 |
| Académica         | 1 - 1 | Moreirense        | Cidade de Coimbra          | 1 de noviembre | 16:00 |
| Vitória Setúbal   | 0 - 0 | Arouca            | do Bonfim                  | 1 de noviembre | 16:00 |
| Río Ave           | 1 - 0 | Nacional          | da Río Ave                 | 1 de noviembre | 16:00 |
| Boavista          | 0 - 1 | Marítimo          | do Bessa                   | 1 de noviembre | 19:15 |
| Paços de Ferreira | 0 - 1 | Vitória Guimarães | Capital do Móvel           | 2 de noviembre | 20:00 |
| União da Madeira  | 0 - 4 | Porto             | Campo do Adelino Rodrigues | 2 de diciembre | 20:00 |

| Estoril           | 1 - 1 | Académica         | António Coimbra da Mota    | 6 de noviembre | 20:30 |
| Vitória Guimarães | 0 - 1 | Nacional          | D. Afonso Henriques        | 7 de noviembre | 20:45 |
| Benfica           | 2 - 0 | Boavista          | da Luz                     | 8 de noviembre | 16:00 |
| Marítimo          | 3 - 2 | Río Ave           | dos Barreiros              | 8 de noviembre | 16:00 |
| Moreirense        | 2 - 0 | Paços de Ferreira | Joaquim de Almeida Freitas | 8 de noviembre | 16:00 |
| Porto             | 2 - 0 | Vitória Setúbal   | do Dragão                  | 8 de noviembre | 18:15 |
| Arouca            | 0 - 1 | Sporting Portugal | Municipal de Arouca        | 8 de noviembre | 20:30 |
| Belenenses        | 2 - 1 | Tondela           | do Restelo                 | 9 de noviembre | 19:00 |
| União da Madeira  | 0 - 1 | Sporting Braga    | Campo do Adelino Rodrigues | 9 de noviembre | 21:00 |

| Nacional          | 3 - 1 | Marítimo          | do Madeira         | 27 de noviembre | 20:30 |
| Vitória Setúbal   | 2 - 2 | União da Madeira  | do Bonfim          | 28 de noviembre | 17:00 |
| Boavista          | 1 - 2 | Vitória Guimarães | do Bessa           | 28 de noviembre | 18:30 |
| Tondela           | 0 - 1 | Porto             | João Cardoso       | 28 de noviembre | 20:45 |
| Académica         | 1 - 1 | Arouca            | Cidade de Coimbra  | 29 de noviembre | 16:00 |
| Río Ave           | 0 - 1 | Vitória Setúbal   | da Río Ave         | 29 de noviembre | 16:00 |
| Paços de Ferreira | 2 - 0 | Estoril           | Capital do Móvel   | 29 de noviembre | 19:15 |
| Sporting Portugal | 1 - 0 | Belenenses        | José Alvalade      | 30 de noviembre | 19:00 |
| Sporting Braga    | 0 - 2 | Benfica           | Municipal de Braga | 30 de noviembre | 21:00 |

| Benfica           | 3 - 0 | Académica         | da Luz                     | 4 de diciembre | 20:30 |
| Belenenses        | 0 - 3 | Vitória Setúbal   | do Restelo                 | 5 de diciembre | 16:15 |
| Porto             | 2 - 1 | Paços de Ferreira | do Dragão                  | 5 de diciembre | 18:30 |
| Marítimo          | 0 - 1 | Sporting Portugal | dos Barreiros              | 5 de diciembre | 20:45 |
| Arouca            | 3 - 2 | Boavista          | Municipal de Arouca        | 6 de diciembre | 16:00 |
| Estoril           | 1 - 1 | Nacional          | António Coimbra da Mota    | 6 de diciembre | 16:00 |
| União da Madeira  | 2 - 0 | Tondela           | Campo do Adelino Rodrigues | 6 de diciembre | 16:00 |
| Moreirense        | 1 - 1 | Sporting Braga    | Joaquim de Almeida Freitas | 6 de diciembre | 17:00 |
| Vitória Guimarães | 3 - 1 | Río Ave           | D. Afonso Henriques        | 7 de diciembre | 20:00 |

| Boavista          | 1 - 1 | Estoril          | do Bessa            | 11 de diciembre | 20:30 |
| Río Ave           | 3 - 1 | Arouca           | da Río Ave          | 12 de diciembre | 16:15 |
| Paços de Ferreira | 6 - 0 | União da Madeira | Capital do Móvel    | 12 de diciembre | 18:00 |
| Vitória Guimarães | 3 - 4 | Marítimo         | D. Afonso Henriques | 12 de diciembre | 18:30 |
| Vitória Setúbal   | 2 - 4 | Benfica          | do Bonfim           | 12 de diciembre | 20:45 |
| Nacional          | 1 - 2 | Porto            | do Madeira          | 13 de diciembre | 16:00 |
| Sporting Portugal | 3 - 1 | Moreirense       | José Alvalade       | 13 de diciembre | 18:15 |
| Tondela           | 0 - 1 | Sporting Braga   | João Cardoso        | 13 de diciembre | 20:30 |
| Académica         | 4 - 3 | Belenenses       | Cidade de Coimbra   | 14 de diciembre | 20:00 |

| Arouca           | 4 - 1 | Marítimo          | Municipal de Arouca        | 19 de diciembre | 18:30 |
| Estoril          | 0 - 1 | Vitória Guimarães | António Coimbra da Mota    | 19 de diciembre | 20:30 |
| Benfica          | 3 - 1 | Río Ave           | Capital do Móvel           | 20 de diciembre | 16:00 |
| Moreirense       | 2 - 0 | Nacional          | Joaquim de Almeida Freitas | 20 de diciembre | 16:00 |
| Tondela          | 1 - 3 | Vitória Setúbal   | João Cardoso               | 20 de diciembre | 16:00 |
| União da Madeira | 1 - 0 | Sporting Portugal | Campo do Adelino Rodrigues | 20 de diciembre | 18:15 |
| Porto            | 3 - 1 | Académica         | do Dragão                  | 20 de diciembre | 20:30 |
| Belenenses       | 1 - 0 | Boavista          | do Restelo                 | 21 de diciembre | 19:00 |
| Sporting Braga   | 1 - 1 | Paços de Ferreira | Municipal de Braga         | 21 de diciembre | 21:00 |

| Académica         | 3 - 1 | União da Madeira | Cidade do Coimbra   | 2 de enero | 16:00 |
| Boavista          | 0 - 3 | Moreirense       | do Bessa            | 2 de enero | 16:00 |
| Nacional          | 2 - 2 | Arouca           | do Madeira          | 2 de enero | 16:00 |
| Marítimo          | 1 - 1 | Estoril          | dos Barreiros       | 2 de enero | 16:00 |
| Vitória Setúbal   | 1 - 1 | Sporting Braga   | do Bonfim           | 2 de enero | 16:15 |
| Paços de Ferreira | 2 - 2 | Belenenses       | Capital do Móvel    | 2 de enero | 18:00 |
| Vitória Guimarães | 0 - 1 | Benfica          | D. Afonso Henriques | 2 de enero | 18:30 |
| Sporting Portugal | 2 - 0 | Porto            | José Alvalade       | 2 de enero | 20:45 |
| Río Ave           | 2 - 3 | Tondela          | da Río Ave          | 3 de enero | 17:00 |

| União da Madeira | 1 - 0 | Boavista          | Campo do Adelino Rodrigues | 2 de enero | 15:00 |
| Arouca           | 1 - 0 | Estoril           | Municipal de Arouca        | 2 de enero | 16:00 |
| Tondela          | 0 - 2 | Paços de Ferreira | João Cardoso               | 2 de enero | 16:00 |
| Moreirense       | 3 - 4 | Vitória Guimarães | Joaquim de Almeida Freitas | 2 de enero | 16:15 |
| Belenenses       | 2 - 2 | Nacional          | do Restelo                 | 2 de enero | 18:00 |
| Sporting Braga   | 3 - 0 | Académica         | Municipal de Braga         | 2 de enero | 18:15 |
| Benfica          | 6 - 0 | Marítimo          | da Luz                     | 2 de enero | 18:30 |
| Río Ave          | 1 - 1 | Porto             | da Río Ave                 | 2 de enero | 20:15 |
| Vitória Setúbal  | 0 - 6 | Sporting Portugal | do Bonfim                  | 2 de enero | 20:15 |

| Vitória Guimarães | 2 - 2 | Arouca           | D. Afonso Henriques     | 9 de enero  | 18:30 |
| Académica         | 2 - 1 | Tondela          | Cidade do Coimbra       | 10 de enero | 16:00 |
| Marítimo          | 5 - 1 | Moreirense       | dos Barreiros           | 10 de enero | 16:00 |
| Río Ave           | 1 - 0 | União da Madeira | da Río Ave              | 10 de enero | 16:00 |
| Estoril           | 2 - 0 | Belenenses       | António Coimbra da Mota | 10 de enero | 16:00 |
| Sporting Portugal | 3 - 2 | Sporting Braga   | José Alvalade           | 10 de enero | 16:00 |
| Boavista          | 0 - 5 | Porto            | do Bessa                | 10 de enero | 18:15 |
| Nacional          | 1 - 4 | Benfica          | do Madeira              | 10 de enero | 20:30 |
| Paços de Ferreira | 2 - 1 | Vitória Setúbal  | Capital do Móvel        | 11 de enero | 20:00 |

### Segunda vuelta
| Sporting Portugal | 2 - 2 | Tondela           | José Alvalade           | 15 de enero | 20:30 |
| Academia          | 1 - 1 | Paços de Ferreira | Cidade do Coimbra       | 16 de enero | 16:15 |
| Marítimo          | 0 - 1 | União da Madeira  | dos Barreiros           | 16 de enero | 18:30 |
| Estoril           | 1 - 2 | Benfica           | António Coimbra da Mota | 16 de enero | 20:45 |
| Río Ave           | 1 - 2 | Belenenses        | da Río Ave              | 17 de enero | 16:00 |
| Arouca            | 1 - 2 | Moreirense        | Municipal de Arouca     | 17 de enero | 16:00 |
| Nacional          | 2 - 3 | Sporting Braga    | do Madeira              | 17 de enero | 18:15 |
| Vitória Guimarães | 1 - 0 | Porto             | D. Alfonso Henriques    | 17 de enero | 20:30 |
| Boavista          | 4 - 0 | Vitória Setúbal   | do Bessa                | 18 de enero | 20:00 |

| Vitória Setúbal   | 2 - 1 | Academia          | do Bonfim                  | 22 de enero | 20:30 |
| Moreirense        | 1 - 3 | Estoril           | Joaquim de Almeida Freitas | 23 de enero | 16:00 |
| União da Madeira  | 3 - 0 | Nacional          | Campo do Adelino Rodrigues | 23 de enero | 16:00 |
| Benfica           | 3 - 1 | Arouca            | da Luz                     | 23 de enero | 18:30 |
| Paços de Ferreira | 1 - 3 | Sporting Portugal | Capital do Móvel           | 23 de enero | 20:45 |
| Belenenses        | 3 - 3 | Vitória Guimarães | do Restelo                 | 24 de enero | 16:00 |
| Sporting Braga    | 5 - 1 | Río Ave           | Municipal de Braga         | 24 de enero | 18:15 |
| Porto             | 1 - 0 | Marítimo          | do Dragão                  | 24 de enero | 20:30 |
| Tondela           | 1 - 2 | Boavista          | João Cardoso               | 25 de enero | 20:00 |

| Vitória Guimarães | 3 - 1 | União da Madeira  | D. Alfonso Henriques       | 29 de enero  | 20:30 |
| Estoril           | 1 - 3 | Porto             | António Coimbra da Mota    | 30 de enero  | 18:30 |
| Sporting Portugal | 3 - 2 | Academia          | José Alvalade              | 30 de enero  | 20:45 |
| Arouca            | 2 - 2 | Paços de Ferreira | Municipal de Arouca        | 31 de enero  | 16:00 |
| Nacional          | 3 - 1 | Tondela           | do Madeira                 | 31 de enero  | 16:00 |
| Río Ave           | 2 - 1 | Vitória Setúbal   | da Río Ave                 | 31 de enero  | 16:00 |
| Boavista          | 0 - 0 | Sporting Braga    | do Bessa                   | 31 de enero  | 17:00 |
| Moreirense        | 1 - 4 | Benfica           | Joaquim de Almeida Freitas | 31 de enero  | 19:15 |
| Marítimo          | 1 - 2 | Belenenses        | dos Barreiros              | 1 de febrero | 20:00 |

| Belenenses        | 0 - 5 | Benfica           | do Restelo              | 5 de febrero | 20:30 |
| Vitória Setúbal   | 1 - 1 | Marítimo          | do Bonfim Joaquim       | 6 de febrero | 18:30 |
| Tondela           | 1 - 1 | Vitória Guimarães | João Cardoso Campo      | 6 de febrero | 20:45 |
| Paços de Ferreira | 0 - 1 | Boavista          | Capital do Móvel da Luz | 7 de febrero | 16:00 |
| União da Madeira  | 0 - 1 | Moreirense        | de Almeida Freitas      | 7 de febrero | 16:00 |
| Academia          | 2 - 2 | Nacional          | Cidade do Coimbra       | 7 de febrero | 16:00 |
| Porto             | 1 - 2 | Arouca            | do Dragão               | 7 de febrero | 19:15 |
| Sporting Portugal | 0 - 0 | Río Ave           | José Alvalade           | 8 de febrero | 19:00 |
| Sporting Braga    | 2 - 0 | Estoril           | Municipal de Braga      | 8 de febrero | 21:00 |

| Benfica           | 1 - 2 | Porto             | da Luz                     | 12 de febrero | 20:30 |
| Moreirense        | 2 - 3 | Marítimo          | Joaquim de Almeida Freitas | 13 de febrero | 16:15 |
| Nacional          | 0 - 4 | Sporting Portugal | do Madeira                 | 13 de febrero | 18:30 |
| Vitória Guimarães | 2 - 2 | Vitória Setúbal   | D. Alfonso Henriques       | 13 de febrero | 20:45 |
| Arouca            | 3 - 0 | União da Madeira  | Municipal de Arouca        | 14 de febrero | 16:00 |
| Estoril           | 2 - 1 | Tondela           | António Coimbra da Mota    | 14 de febrero | 16:00 |
| Boavista          | 0 - 0 | Académica         | do Bessa                   | 14 de febrero | 17:00 |
| Marítimo          | 1 - 3 | Sporting Braga    | dos Barreiros              | 14 de febrero | 19:15 |
| Río Ave           | 1 - 1 | Paços de Ferreira | da Río Ave                 | 15 de febrero | 20:00 |

| União da Madeira  | 1 - 1 | Estoril           | de Almeida Freitas      | 19 de febrero | 20:30 |
| Paços de Ferreira | 1 - 3 | Benfica           | Capital do Móvel da Luz | 20 de febrero | 18:30 |
| Academia          | 0 - 2 | Río Ave           | Cidade do Coimbra       | 20 de febrero | 20:45 |
| Belenenses        | 0 - 2 | Arouca            | do Restelo              | 21 de febrero | 16:00 |
| Vitória Setúbal   | 1 - 1 | Nacional          | do Bonfim Joaquim       | 21 de febrero | 16:00 |
| Tondela           | 3 - 4 | Maritimo          | João Cardoso Campo      | 21 de febrero | 16:00 |
| Porto             | 3 - 2 | Moreirense        | do Dragão               | 21 de febrero | 18:15 |
| Sporting Braga    | 3 - 3 | Vitória Guimarães | Municipal de Braga      | 21 de febrero | 20:30 |
| Sporting Portugal | 2 - 0 | Boavista          | José Alvalade           | 22 de febrero | 20:00 |

| Nacional          | 3 - 0 | Paços de Ferreira | da Madeira                 | 26 de febrero | 20:30 |
| Boavista          | 1 - 2 | Río Ave           | do Bessa                   | 27 de febrero | 16:15 |
| Arouca            | 0 - 0 | Sporting Braga    | Municipal de Arouca        | 27 de febrero | 18:30 |
| Estoril           | 3 - 0 | Vitória Setúbal   | António Coimbra da Mota    | 27 de febrero | 20:45 |
| Marítimo          | 1 - 0 | Académica         | dos Barreiros              | 28 de febrero | 16:00 |
| Moreirense        | 1 - 2 | Tondela           | Joaquim de Almeida Freitas | 28 de febrero | 16:00 |
| Belenenses        | 1 - 2 | Porto             | do Restelo                 | 28 de febrero | 19:15 |
| Benfica           | 2 - 0 | União da Madeira  | da Luz                     | 29 de febrero | 19:45 |
| Vitória Guimarães | 0 - 0 | Sporting Portugal | D. Afonso Henriques        | 29 de febrero | 20:00 |

| Paços de Ferreira | 2 - 2 | Marítimo          | Capital do Móvel           | 4 de marzo | 20:30 |
| Sporting Portugal | 0 - 1 | Benfica           | José Alvalade              | 5 de marzo | 20:45 |
| Tondela           | 0 - 1 | Arouca            | João Cardoso               | 6 de marzo | 16:00 |
| União da Madeira  | 0 - 0 | Belenenses        | Campo do Adelino Rodrigues | 6 de marzo | 16:00 |
| Vitória Setúbal   | 0 - 1 | Moreirense        | do Bonfim                  | 6 de marzo | 16:00 |
| Boavista          | 0 - 1 | Nacional          | do Bessa                   | 6 de marzo | 16:00 |
| Académica         | 2 - 0 | Vitória Guimarães | Cidade de Coimbra          | 6 de marzo | 18:15 |
| Sporting Braga    | 3 - 1 | Porto             | Municipal de Braga         | 6 de marzo | 20:30 |
| Río Ave           | 1 - 3 | Estoril           | da Río Ave                 | 7 de marzo | 20:00 |

| Marítimo          | 0 - 3 | Boavista          | dos Barreiros              | 11 de marzo | 20:30 |
| Estoril           | 1 - 2 | Sporting Portugal | António Coimbra da Mota    | 12 de marzo | 18:30 |
| Porto             | 3 - 2 | União da Madeira  | do Dragão                  | 12 de marzo | 20:45 |
| Moreirense        | 2 - 2 | Académica         | Joaquim de Almeida Freitas | 13 de marzo | 16:00 |
| Arouca            | 1 - 0 | Vitória Setúbal   | Municipal de Arouca        | 13 de marzo | 16:00 |
| Nacional          | 1 - 0 | Río Ave           | do Madeira                 | 13 de marzo | 16:00 |
| Vitória Guimarães | 0 - 1 | Paços de Ferreira | D. Afonso Henriques        | 13 de marzo | 18:15 |
| Belenenses        | 3 - 0 | Sporting Braga    | do Restelo                 | 13 de marzo | 20:30 |
| Benfica           | 4 - 1 | Tondela           | da Luz                     | 14 de marzo | 20:00 |

| Río Ave           | 1 - 0 | Marítimo          | do Río Ave         | 18 de marzo | 20:30 |
| Sporting Portugal | 5 - 1 | Arouca            | José Alvalade      | 19 de marzo | 18:30 |
| Vitória Setúbal   | 0 - 1 | Porto             | do Bonfim          | 19 de marzo | 20:45 |
| Tondela           | 2 - 2 | Belenenses        | João Cardoso       | 20 de marzo | 16:00 |
| Nacional          | 3 - 2 | Vitória Guimarães | do Madeira         | 20 de marzo | 16:00 |
| Académica         | 0 - 3 | Estoril           | Cidade de Coimbra  | 20 de marzo | 16:00 |
| Paços de Ferreira | 0 - 0 | Moreirense        | Capital do Móvel   | 20 de marzo | 16:00 |
| Boavista          | 0 - 1 | Benfica           | do Bessa           | 20 de marzo | 18:15 |
| Sporting Braga    | 2 - 0 | União da Madeira  | Municipal de Braga | 20 de marzo | 20:30 |

| Benfica           | 5 - 1 | Sporting Braga    | da Luz                     | 1 de abril | 20:30 |
| Arouca            | 3 - 2 | Académica         | Municipal de Arouca        | 2 de abril | 16:15 |
| Marítimo          | 2 - 0 | Nacional          | dos Barreiros              | 2 de abril | 18:30 |
| Vitória Guimarães | 1 - 1 | Boavista          | D. Afonso Henriques        | 2 de abril | 20:45 |
| União da Madeira  | 3 - 2 | Vitória Setúbal   | Campo do Adelino Rodrigues | 3 de abril | 16:00 |
| Estoril           | 1 - 0 | Paços de Ferreira | António Coimbra da Mota    | 3 de abril | 17:00 |
| Moreirense        | 0 - 1 | Río Ave           | Joaquim de Almeida Freitas | 3 de abril | 19:15 |
| Porto             | 0 - 1 | Tondela           | do Dragão                  | 4 de abril | 19:00 |
| Belenenses        | 2 - 5 | Sporting Portugal | do Restelo                 | 4 de abril | 21:00 |

| Boavista          | 0 - 0 | Arouca            | do Bessa           | 8 de abril  | 20:30 |
| Académica         | 1 - 2 | Benfica           | Cidade de Coimbra  | 9 de abril  | 18:30 |
| Sporting Portugal | 3 - 1 | Marítimo          | José Alvalade      | 9 de abril  | 20:45 |
| Vitória Setúbal   | 0 - 1 | Belenenses        | do Bonfim          | 10 de abril | 16:00 |
| Nacional          | 4 - 1 | Estoril           | da Madeira         | 10 de abril | 16:00 |
| Tondela           | 1 - 0 | União da Madeira  | João Cardoso       | 10 de abril | 16:00 |
| Paços de Ferreira | 1 - 0 | Porto             | Capital do Móvel   | 10 de abril | 18:15 |
| Sporting Braga    | 1 - 1 | Moreirense        | Municipal de Braga | 10 de abril | 20:30 |
| Río Ave           | 2 - 0 | Vitória Guimarães | do Río Ave         | 11 de abril | 20:00 |

| Arouca           | 0 - 0 | Río Ave           | Municipal de Arouca        | 16 de abril | 16:15 |
| Estoril          | 1 - 0 | Boavista          | António Coimbra da Mota    | 16 de abril | 18:30 |
| Moreirense       | 0 - 1 | Sporting Portugal | Joaquim de Almeida Freitas | 16 de abril | 20:45 |
| Belenenses       | 1 - 1 | Académica         | do Restelo                 | 17 de abril | 16:00 |
| União da Madeira | 3 - 4 | Paços de Ferreira | Campo do Adelino Rodrigues | 17 de abril | 16:00 |
| Marítimo         | 3 - 0 | Vitória Guimarães | dos Barreiros              | 17 de abril | 18:15 |
| Porto            | 4 - 0 | Nacional          | do Dragão                  | 17 de abril | 20:30 |
| Sporting Braga   | 3 - 0 | Tondela           | Municipal de Braga         | 18 de abril | 19:00 |
| Benfica          | 2 - 1 | Vitória Setúbal   | da Luz                     | 18 de abril | 21:00 |

| Boavista          | 1 - 0 | Belenenses       | do Bessa            | 22 de abril | 20:30 |
| Académica         | 1 - 2 | Porto            | Cidade de Coimbra   | 23 de abril | 16:15 |
| Sporting Portugal | 2 - 0 | União da Madeira | José Alvalade       | 23 de abril | 18:30 |
| Paços de Ferreira | 1 - 0 | Sporting Braga   | Capital do Móvel    | 23 de abril | 20:45 |
| Marítimo          | 1 - 2 | Arouca           | dos Barreiros       | 24 de abril | 16:00 |
| Nacional          | 0 - 1 | Moreirense       | da Madeira          | 24 de abril | 16:00 |
| Vitória Setúbal   | 0 - 1 | Tondela          | do Bonfim           | 24 de abril | 16:00 |
| Vitória Guimarães | 1 - 1 | Estoril          | D. Afonso Henriques | 24 de abril | 18:15 |
| Río Ave           | 0 - 1 | Benfica          | do Río Ave          | 24 de abril | 20:30 |

| Benfica          | 1 - 0 | Vitória Guimarães | da Luz                     | 29 de abril | 19:00 |
| Sporting Braga   | 3 - 2 | Vitória Setúbal   | Municipal de Braga         | 29 de abril | 21:00 |
| Tondela          | 1 - 1 | Río Ave           | João Cardoso               | 30 de abril | 16:00 |
| Belenenses       | 0 - 2 | Paços de Ferreira | do Restelo                 | 30 de abril | 16:00 |
| Porto            | 1 - 3 | Sporting Portugal | do Dragão                  | 30 de abril | 18:30 |
| Moreirense       | 1 - 1 | Boavista          | Joaquim de Almeida Freitas | 1 de mayo   | 16:00 |
| Estoril          | 2 - 1 | Marítimo          | do Bonfim                  | 1 de mayo   | 16:00 |
| Arouca           | 3 - 0 | Nacional          | Municipal de Arouca        | 1 de mayo   | 18:15 |
| União da Madeira | 3 - 1 | Académica         | Campo do Adelino Rodrigues | 1 de mayo   | 20:30 |

| Paços de Ferreira | 1 - 4 | Tondela          | Capital do Móvel    | 6 de mayo | 20:30 |
| Río Ave           | 1 - 3 | Porto            | do Río Ave          | 7 de mayo | 16:15 |
| Académica         | 0 - 0 | Sporting Braga   | Cidade de Coimbra   | 7 de mayo | 18:30 |
| Sporting Portugal | 5 - 0 | Vitória Setúbal  | da Luz              | 7 de mayo | 20:45 |
| Nacional          | 2 - 2 | Belenenses       | da Madeira          | 8 de mayo | 16:00 |
| Boavista          | 1 - 0 | União da Madeira | do Bessa            | 8 de mayo | 16:00 |
| Vitória Guimarães | 4 - 1 | Moreirense       | D. Afonso Henriques | 8 de mayo | 18:15 |
| Marítimo          | 0 - 2 | Benfica          | dos Barreiros       | 8 de mayo | 20:30 |
| Estoril           | 1 - 1 | Arouca           | do Bonfim           | 9 de mayo | 20:00 |

| Porto            | 4 - 0 | Boavista          | da Luz                     | 14 de mayo | 11:45 |
| Arouca           | 2 - 2 | Vitória Guimarães | Municipal de Arouca        | 14 de mayo | 18:00 |
| Tondela          | 2 - 0 | Académica         | João Cardoso               | 14 de mayo | 19:30 |
| Vitória Setúbal  | 0 - 0 | Paços de Ferreira | do Bonfim                  | 14 de mayo | 19:30 |
| União da Madeira | 1 - 2 | Belenenses        | Campo do Adelino Rodrigues | 14 de mayo | 19:30 |
| Belenenses       | 2 - 1 | Estoril           | do Restelo                 | 14 de mayo | 19:30 |
| Moreirense       | 2 - 1 | Marítimo          | Joaquim de Almeida Freitas | 15 de mayo | 15:00 |
| Benfica          | 4 - 1 | Nacional          | da Luz                     | 15 de mayo | 17:00 |
| Sporting Braga   | 0 - 4 | Sporting Portugal | Municipal de Braga         | 15 de mayo | 17:00 |

## Máximos goleadores
| Jonas             | Benfica              | 32 | 33 |
| Islam Slimani     | Sporting de Portugal | 27 | 33 |
| Kostas Mitroglou  | Benfica              | 20 | 26 |
| Léo Bonatini      | Estoril              | 17 | 33 |
| Rafael Martins    | Moreirense           | 16 | 27 |
| Bruno Moreira     | Paços de Ferreira    | 14 | 26 |
| Vincent Aboubakar | Porto                | 13 | 24 |
| Nathan Jr.        | Tondela              | 13 | 31 |
| Dyego Sousa       | Marítimo             | 12 | 21 |
| Henrique Dourado  | Vitória Guimarães    | 12 | 23 |
| Fuente:           |                      |    |    |

- Actualizado el 15 de mayo de 2016.

## Máximos asistentes
| Nicolás Gaitán | Benfica              | 15 | 25 |
| Miguel Layún   | Porto                | 15 | 27 |
| Jonas          | Benfica              | 12 | 34 |
| Bryan Ruiz     | Sporting de Portugal | 11 | 34 |
| Iuri Medeiros  | Moreirense           | 10 | 29 |
| Fuente:        |                      |    |    |

- Actualizado el 15 de mayo de 2016.